# Franklyn Barrett
Franklyn Barrett, nato Walter Franklyn Barrett (Loughborough, 1873 – Sydney, 16 luglio 1964), è stato un direttore della fotografia, regista e produttore cinematografico australiano.

## Biografia
Nato nel 1873 a Loughborough, nel Leicester, era figlio di Matilda Hopwell e di William Brown, un cappellaio. Allevato dalla zia nel Regno Unito, studiò violino e si esibì al Theatre of Varieties di Bath. Nel 1895, probabilmente raggiunse in Nuova Zelanda il fratello e il padre, andando a lavorare come impiegato per quest'ultimo.
Si avvicinò al cinema, cominciando a girare alcuni documentari nei primi anni del Novecento. Suo il primo film di finzione neozelandese, il cortometraggio A Message from Mars il cui soggetto è tratto da una commedia di successo. Nel 1901, vinse quindici sterline del Premio Thornton Pickford. Vendette i suoi film alla Charles Urban Trading Co. Ltd e ritornò in Inghilterra, dove lavorò per questa società per otto mesi. Di nuovo in Australia, fu il primo a filmare la Melbourne Cup in tutte le fasi di svolgimento della gara. Girò poi alcuni documentari in Nuova Zelanda e nel New South Wales sulle ferrovie di quei paesi. Benché fosse stato registrato all'anagrafe come Brown, all'epoca aveva ormai cambiato il suo nome in quello di Barrett. Rimasto vedovo, sposò a Perth, in seconde nozze, Mabel Muriel Pile il 10 dicembre 1906.
Nel 1908, andò a lavorare a Melbourne per la Pathé Frères: girando i suoi documentari, dimostrò più di una volta grande coraggio. Si trovò ad attraversare lo stretto di Cook su una speciale piattaforma piazzata sul lato di una nave per poter fare le riprese di un documentario e registrò l'eruzione di un vulcano sull'isola di Savaii.
Quando, nel 1911, la West's Pictures prese il controllo della Pathé, Barrett rimase come cameraman e supervisore di produzione, girando diversi film. Nel 1913, la West si fuse con l'Australasian Films Ltd. e lui passò alla Fraser Film Release & Photographic Co. L'anno dopo, si recò in visita a New York. Nel 1920, fondò una propria società di produzione insieme a Barry Kenwood, un avvocato. Dopo alcuni film, la società fallì anche a causa del monopolio dell'Australasian Films sul mercato australiano. Nel 1925, Barrett divenne il manager del Capitol Theatre di Canberra, gestendo in seguito una catena di sale cinematografiche a Neutral Bay, Mosman, Arncliffe, Clovelly e Woollahra.
Sua figlia Harrie (sposata Marrett), diventò attrice, conosciuta come Miss Todd Barrett. Preceduto dalla scomparsa della moglie, Barrett morì a Randwick il 16 luglio 1964 all'età di 91 anni.

## Filmografia

### Direttore della fotografia
- The Sea Coasts of New Zealand
- Across the Mountain Passes of New Zealand, regia di Franklyn Barrett (1910)
- The Christian
- All for Gold, or Jumping the Claim
- The Strangler's Grip
- The Mystery of the Black Pearl
- The Eleventh Hour (1912)
- A Silent Witness, regia di Franklyn Barrett (1912)
- The Life of a Jackeroo
- Pommy Arrives in Australia
- A Blue Gum Romance
- The Mutiny of the Bounty
- The Pioneers, regia di Franklyn Barrett (1916)
- The Joan of Arc of Loos
- The Murder of Captain Fryatt
- Australia's Peril
- The Enemy Within
- A Romance of Burke and Wills Expedition of 1860
- The Lure of the Bush
- The Breaking of the Drought
- A Girl of the Bush
- Know Thy Child
- A Rough Passage

### Regista
- Boxing Film
- Ally Sloper
- A Message from Mars (1903)
- 1904 Melbourne Cup
- The Sea Coasts of New Zealand
- Across the Mountain Passes of New Zealand (1910)
- The Christian (1911)
- All for Gold, or Jumping the Claim
- A Silent Witness (1912)
- The Life of a Jackeroo
- A Blue Gum Romance
- The Pioneers(1916)
- Australia's Peril
- The Monk and the Woman
- Struck Oil
- The Breaking of the Drought
- A Girl of the Bush
- Know Thy Child
- A Rough Passage

### Produttore
- The Pioneers, regia di Franklyn Barrett (1916)
- Australia's Peril
- The Monk and the Woman
- The Enemy Within
- The Breaking of the Drought
- A Girl of the Bush
- Know Thy Child
- A Rough Passage

### Sceneggiatore
- A Blue Gum Romance
- The Pioneers, regia di Franklyn Barrett (1916)
- Australia's Peril
- The Breaking of the Drought
- A Girl of the Bush